# Run the World (serie de televisión)
Run the World es una serie de televisión estadounidense de comedia, creada por Leigh Davenport, que se estrenó en Estados Unidos en Starz el 16 de mayo de 2021. La serie estará ambientada en Harlem (Nueva York), la serie sigue a un grupo de amigas (interpretadas por Amber Stevens West, Andrea Bordeaux, Bresha Webb y Corbin Reid) que navegan por las relaciones y el mundo profesional. La serie es producida por Lionsgate Television, teniendo como showrunners a Davenport y Yvette Lee Bowser.

## Sinopsis
«Run the World es la historia de un grupo de mujeres negras, vibrantes y ferozmente leales mejores amigas, que trabajan, viven y juegan en Harlem mientras se esfuerzan por dominar el mundo. En el fondo, es un espectáculo sin disculpas para las mujeres sobre una amistad envidiable y no sólo para sobrevivir, sino para prosperar juntas».

## Elenco

### Principal
- Amber Stevens West como Whitney[4]
- Andrea Bordeaux como Ella[2]
- Bresha Webb como Renee[4]
- Corbin Reid como Sondi[2]
- Tosin Morohunfola[3] como Ola[1]
- Stephen Bishop como Matthew[2]

### Recurrente
- Erika Alexander[5] como Barb[1]
- Nick Sagar[3]
- Jay Walker[3]

### Invitado
- Tonya Pinkin[3]

## Episodios
| N.º | Título                  | Dirigido por      | Escrito por     | Fecha de emisión original | Audiencia (millones) |
| --- | ----------------------- | ----------------- | --------------- | ------------------------- | -------------------- |
| 1   | «Phenomenal Women»      | Millicent Shelton | Leigh Davenport | 16 de mayo de 2021        | 0,060                |
| 2   | «Because... ADOS»       | Justin Tipping    | Leigh Davenport | 23 de mayo de 2021        | 0,100                |
| 3   | «What a Co-inky-dick»   | Justin Tipping    | Leigh Davenport | 30 de mayo de 2021        | 0,080                |
| 4   | «I Love Harlem»         | Justin Tipping    | Leigh Davenport | 6 de junio de 2021        | 0,102                |
| 5   | «Plus Ones»             | Jenée LaMarque    | Njeri Brown     | 13 de junio de 2021       | 0.070                |
| 6   | «My Therapist Says…»    | Nastaran Dibai    | Nastaran Dibai  | 27 de junio de 2021       | 0,067                |
| 7   | «What You Wish For»     | Jenée LaMarque    | Niya Palmer     | 4 de julio de 2021        | 0,067                |
| 8   | «Almost, Lady, Almost!» | Jenée LaMarque    | Jess Pineda     | 11 de julio de 2021       | 0,064                |

## Producción

### Desarrollo
En octubre de 2019, Starz ordenó la producción del episodio piloto para una serie de comedia de media hora titulada Run the World creada y escrita por la guionista de Boomerang Leigh Davenport. Ella describe la serie como «una carta de amor a las mujeres afroamericanas y una carta de amor a Harlem». Las compañías de producción involucradas en la serie incluyen a SisterLee Productions y Lionsgate Television. Davenport es coproductora ejecutiva junto con la showrunner Yvette Lee Bowser. En enero de 2020, se ordenó la producción de la serie para una temporada con 8 episodios. Millicent Shelton es la directora del episodio piloto. Otros directores son Justin Tipping, Jenée LaMarque y Nastran Dibai.

### Casting
En octubre de 2019, se anunció que Amber Stevens West, Bresha Webb, Corbin Reid, Stephen Bishop y Andrea Bordeaux se unieron al elenco principal de la serie. En noviembre de 2020, se anunció que Erika Alexander se unió al elenco recurrente de la serie. En diciembre de 2020, se anunció que Tosin Morohunfola se unió al elenco principal, mientras que Nick Sagar y Jay Walker se unieron al elenco recurrente, y Tonya Pinkins sería invitada en la serie.

### Filmación
El rodaje de la serie comenzó el 29 de octubre de 2020 en las instalaciones de Harlem y otras localizaciones de la ciudad de Nueva York.

## Lanzamiento

### Emisión
En diciembre de 2020 se publicó un teaser tráiler oficial y el 8 de abril de 2021 el tráiler oficial. La serie se estrenará el 16 de mayo de 2021 en Estados Unidos y Canadá.

### Distribución
La serie se lanzó a nivel mundial el 16 de mayo de 2021 en STARZPLAY.

## Recepción
En el sitio web del agregador de reseñas Rotten Tomatoes, la serie tiene un índice de aprobación del 100%, basándose en 8 reseñas con una calificación media de 7,67/10. En Metacritic, tiene una puntuación media ponderada de 81 sobre 100 basada en 6 reseñas, lo que indica «aclamación universal».
Caroline Framke de Variety, escribió sobre la serie: «Al contar historias sobre la dinámica de las relaciones y las mujeres que se enfrentan a la treintena con una emoción de aprehensión y determinación, Run the World cuenta historias atemporales con su propio giro vibrante». Los críticos señalaron las similitudes con la estructura de Sex and the City como un programa centrado en un grupo de amigas de moda en Nueva York, pero según Kellie Carter Jackson de New York Times: «ahí es donde terminan las similitudes. El quinto amigo esencial en Run the World es Harlem, y tanto si las cuatro amigas de Run the World están bebiendo cascanueces de las bodegas, comprando en el mercado Malcolm Shabazz de Harlem para obtener estampados africanos o aceptando un plato en una barbacoa callejera, exudan la facilidad de pertenecer a una comunidad negra». Inkoo Kang de The Hollywood Reporter, describió la serie como «Efervescente pero sustancioso, Run the World ofrece exactamente la sensación que se desea al ponerse al día con un viejo amigo mientras se toman cócteles». Aramide Tinibu de The A.V. Club, calificó la serie con un B+ y valoró positivamente las relaciones entre las mujeres, diciendo: «Hay una familiaridad y una ternura que atraviesa sus relaciones... Expresan sus opiniones realistas y relevantes sobre las vidas de las demás -bien recibidas o no- por el deseo de verlas prosperar».